# Marhinde Verkerk
Marhinde Verkerk (Róterdam, 21 de noviembre de 1985) es una deportista neerlandesa que compite en judo.
Ha ganado cuatro medallas en el Campeonato Mundial de Judo entre los años 2009 y 2018, y cuatro medallas en el Campeonato Europeo de Judo entre los años 2010 y 2015. En los Juegos Europeos de Bakú 2015 consiguió una medalla de oro en la categoría de –78 kg.

## Palmarés internacional
| Campeonato Mundial | Campeonato Mundial      | Campeonato Mundial | Campeonato Mundial |
| Año                | Lugar                   | Medalla            | Categoría          |
| ------------------ | ----------------------- | ------------------ | ------------------ |
| 2009               | Róterdam (Países Bajos) | Medalla de oro     | –78 kg             |
| 2013               | Río de Janeiro (Brasil) | Medalla de plata   | –78 kg             |
| 2015               | Astaná ( Kazajistán)    | Medalla de bronce  | –78 kg             |
| 2018               | Bakú (Azerbaiyán)       | Medalla de bronce  | –78 kg             |
| Juegos Europeos    |                         |                    |                    |
| Año                | Lugar                   | Medalla            | Categoría          |
| 2015               | Bakú (Azerbaiyán)       | Medalla de oro     | –78 kg             |
| Campeonato Europeo |                         |                    |                    |
| Año                | Lugar                   | Medalla            | Categoría          |
| 2010               | Viena (Austria)         | Medalla de plata   | –78 kg             |
| 2013               | Budapest (Hungría)      | Medalla de bronce  | –78 kg             |
| 2014               | Montpellier (Francia)   | Medalla de plata   | –78 kg             |
| 2015               | Bakú (Azerbaiyán)       | Medalla de oro     | –78 kg             |